# Йозеф Йоахім
Йо́зеф Йоахі́м (нім. Joseph Joachim; 28 червня 1831, Кіттзее біля Пресбурга — 15 серпня 1907, Берлін) — німецький скрипаль і композитор угорського походження.

## Біографія
З великим успіхом концертував містами Європи. Був директором Академії музики в Берліні. Написав багато творів для скрипки; особливо відомий його «Concert in ungarischer Weise» (op. 11). Гра Йоахіма відрізнялася соковитим тоном, бездоганною чистотою інтонації, розвиненою лівою рукою, різноманітністю смичка. Серед численних учнів Йоахіма — Леопольд Ауер, Альфред Віттенберг, Броніслав Губерман.